# Кароліна Яженяк
Кароліна Яженяк (фр. Karolina Jagieniak; нар. 4 червня 1979) — колишня французька тенісистка.
Найвищу одиночну позицію світового рейтингу — 199 місце досягла 22 лютого 1999, парну — 289 місце — 8 лютого 1999 року.
Здобула 3 одиночні та 1 парний титул туру ITF.

## Фінали ITF

### Одиночний розряд (3-2)
| Результат | Ранг | Дата           | Турнір                    | Покриття | Суперниця          | Рахунок  |
| --------- | ---- | -------------- | ------------------------- | -------- | ------------------ | -------- |
| Поразка   | 1.   | 30 квітня 1995 | Единбург, Велика Британія | Ґрунт    | Деніса Хладкова    | 2–6, 2–6 |
| Перемога  | 1.   | 18 лютого 1996 | Фару, Португалія          | Тверде   | Лінда Сентіс       | 6–2, 7–6 |
| Поразка   | 2.   | 11 травня 1997 | Желос, Франція            | Ґрунт    | Емілі Луа          | 4–6, 2–6 |
| Перемога  | 2.   | 17 січня 1998  | Рейк'явік, Ісландія       | Килим    | Габріела Хмелінова | 7–6, 6–0 |
| Перемога  | 3.   | 24 січня 1999  | Бостад, Швеція            | Тверде   | Ліза Фріц          | 6–4, 7–5 |

### Парний розряд (1-0)
| Результат | Ранг | Дата           | Турнір         | Покриття | Партнерка   | Суперниці                     | Рахунок  |
| --------- | ---- | -------------- | -------------- | -------- | ----------- | ----------------------------- | -------- |
| Перемога  | 1.   | 11 травня 1997 | Желос, Франція | Ґрунт    | Леа Жирарді | Сеголен Бергер Летісія Санчес | 7–5, 6–1 |